# دور دنیا در ۸۰ روز (فیلم ۲۰۰۴)
دور دنیا در ۸۰ روز (به انگلیسی: Around the World in Eighty Days) یک فیلم کمدی اکشن ماجراجویی آمریکایی محصول سال ۲۰۰۴ که بر اساس رمانی به همین نام اثر ژول ورن در سال ۱۸۷۳ و بازسازی فیلمی به همین نام در سال ۱۹۵۶ ساخته شده است. جکی چان، استیو کوگان، سسیل دو فرانس و جیم برودبنت در این فیلم بازی می‌کنند. . داستان فیلم در قرن نوزدهم می‌گذرد و فیلیاس فاگ (کوگان) را که در اینجا به عنوان یک مخترع عجیب و غریب تصور می‌شود، و تلاش‌های او برای دور زدن کره زمین در ۸۰ روز متمرکز است. در طول سفر، پیشخدمت چینی خود، پاسپارتو (چان) او را همراهی می‌کند. به دلایل کمدی، فیلم عمداً به شدت از رمان منحرف شد و تعدادی از عناصر نابهنگام را دربر گرفت. با هزینه تولید حدود ۱۱۰ میلیون دلار و هزینه بازاریابی تخمینی ۳۰ میلیون دلاری، ۲۴ میلیون دلار در باکس آفیس ایالات متحده و ۴۸ میلیون دلار در سراسر جهان به دست آورد که باعث شکست باکس آفیس شد. همچنین به‌طور کلی نقدهای منفی از منتقدان دریافت کرد، عمدتاً به دلیل نداشتن شباهت به کتاب اصلی.

## خلاصه داستان
فیلاکس فاگ (استیو کوگان) با لرد کلوین رئیس آکادمی علوم شرط می‌بندد تا در هشتاد روز دور دنیا را بپیماید اگر او برنده شود رئیس آکادمی علم می‌شود واگر نتواند در هشتاد روز دور دنیا را بپیماید باید از کلیه فعالیت‌های علمی دست بکشد پس او به همراه لو شین (جکی چان) که کارگر اوست عازم این سفر می‌شوند و…

## حضور آرنولد شوارتزنگر
حضور آرنولد شوارتزنگر در نقش شاهزاده هاپی آخرین حضور او در سینما پیش از رسیدن به مقام فرمانداری کالیفرنیا بود. آرنولد برای این نقش نامزد دریافت جایزه تمشک طلایی برای بدترین بازیگر نقش مکمل شد.

## بازیگران
- جکی چان در نقش ژان پاسپارتو / لاو شینگ / ببر ۱۰م
- استیو کوگان در نقش فیلیس فاگ
- سسیل دو فرانس در نقش مونیک لاروش
- جیم برودبنت در نقش لرد کلوین
- ایون برمنر در نقش بازرس فیکس
- کتی بیتس در نقش ملکه ویکتوریا
- آرنولد شوارتزنگر در نقش شاهزاده هاپی
- ایان مک‌نیس در نقش سرهنگ کیچنر
- کارن موک در نقش ژنرال فانگ
- راجر هموند در نقش لرد رودس
- دیوید رایل در نقش لرد سالیسبری
- مارک ادی در نقش ناخن کاپیتان
- ریچارد برانسون در نقش مرد بالون
- جان کلیز در نقش گروهبان گریزلی
- ویل فورته در نقش پلیس جوان فرانسوی، بابی
- میسی گری در نقش زن فرانسوی خوابیده
- سامو هونگ در نقش وانگ فی-هونگ / ببر ۲م
- راب اشنایدر در نقش هبوی سان فرانسیسکو
- لوک ویلسون در نقش ارویل رایت
- اوون ویلسون در نقش ویلبر رایت
- دانیل وو در نقش باک می
- رابرت فایف در نقش ژان میشل
- آدام گادلی در نقش آقای ساتون
- مگی م. کویگلی در نقش نماینده زن
- فیل میهیو در نقش هبوی لندن
- مایکل یون در نقش مدیر گالری هنری
- فرانک کوراکی در نقش شناگر عصبانی

## بازخوردها
دور دنیا در ۸۰ روز با نظرات متفاوتی مواجه شد.
- در راتن تومیتوز بر اساس رای ۱۲۸ نقد، با میانگین امتیاز ۴٫۸ از ۱۰، به فیلم راتن تومیتوز ۳۲ درصد تاییدیه می‌دهد».[۳]
- در متاکریتیک بر اساس بررسی‌های ۳۳ منتقد، امتیاز ۴۹ از ۱۰۰ را به فیلم می‌دهد که نشان‌دهنده «بررسی‌های مختلط یا متوسط» است.[۴]
- تماشاگران در نظرسنجی سینماسکور به فیلم نمره متوسط «B+» در مقیاس A+ تا F دادند.[۵]